# Sphex
Genre
Synonymes
- Ammobia (Billberg, 1820)
- Fernaldina (R. Bohart & Menke, 1963)
- Proterosphex (Fernald, 1905)
- Sphaex (Scopoli, 1772)

Sphex est un genre d'insectes hyménoptères de la famille des sphécidés. Ce sont des guêpes solitaires et fouisseuses. Sphex flavipennis en est l'espèce-type.

## Description
Les sphex sont de taille moyenne ou grande, les premiers segments de leur abdomen et les pattes sont en partie rougeâtres, le reste étant noir, mais parfois ils sont entièrement noirs. Les mandibules de la femelle sont plus longues que celles du mâle ; elle porte un peigne tarsal bien développé sur ses pattes avant. Les sphex nidifient dans le sol, chaque galerie donnant accès à plusieurs cellules. Ils se nourrissent essentiellement de sauterelles, et occasionnellement de grillons.

## Liste des espèces européennes
Sauf exception, cette liste est établie grâce aux données de Fauna Europaea.
- Sphex atropilosus (Kohl, 1885)
- Sphex flavipennis (Fabricius, 1793)
- Sphex funerarius (Gussakovskij, 1934)
- Sphex leuconotus (Brullé, 1833)
- Sphex pruinosus (Germar, 1817)

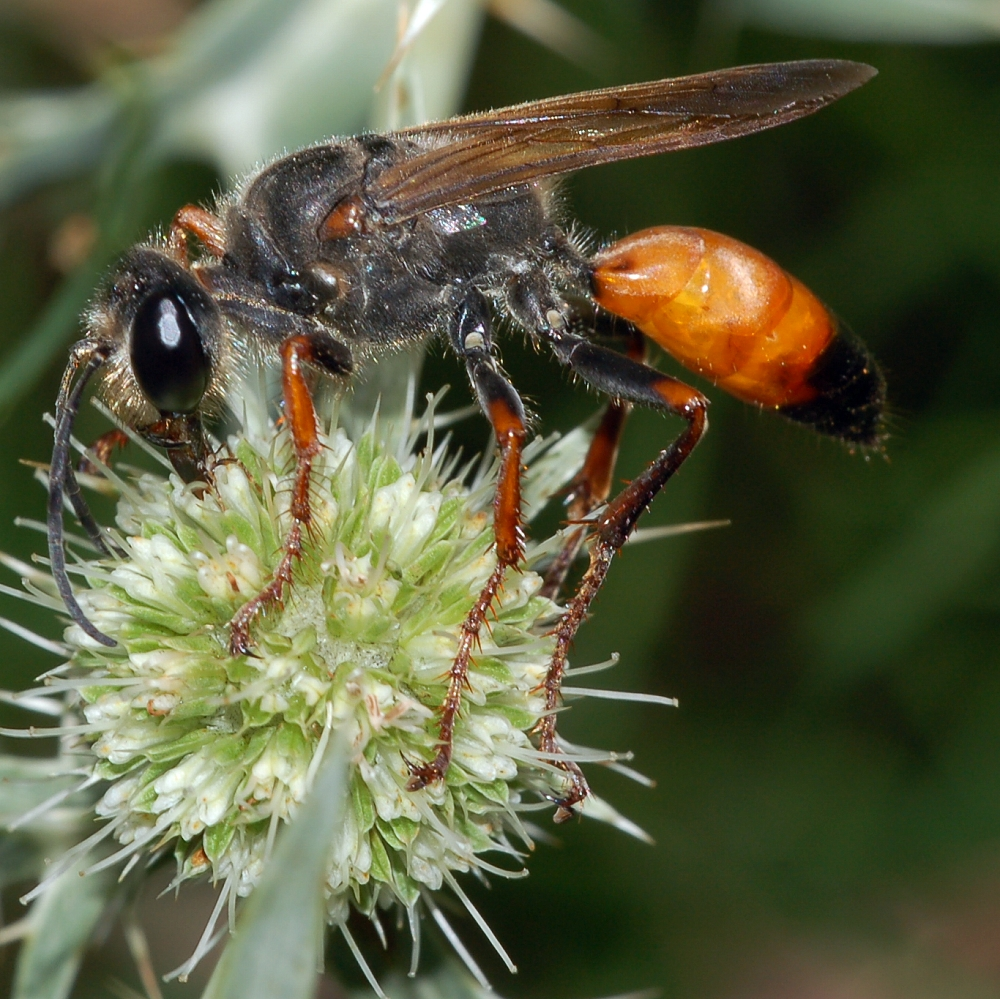
Sphex funerarius
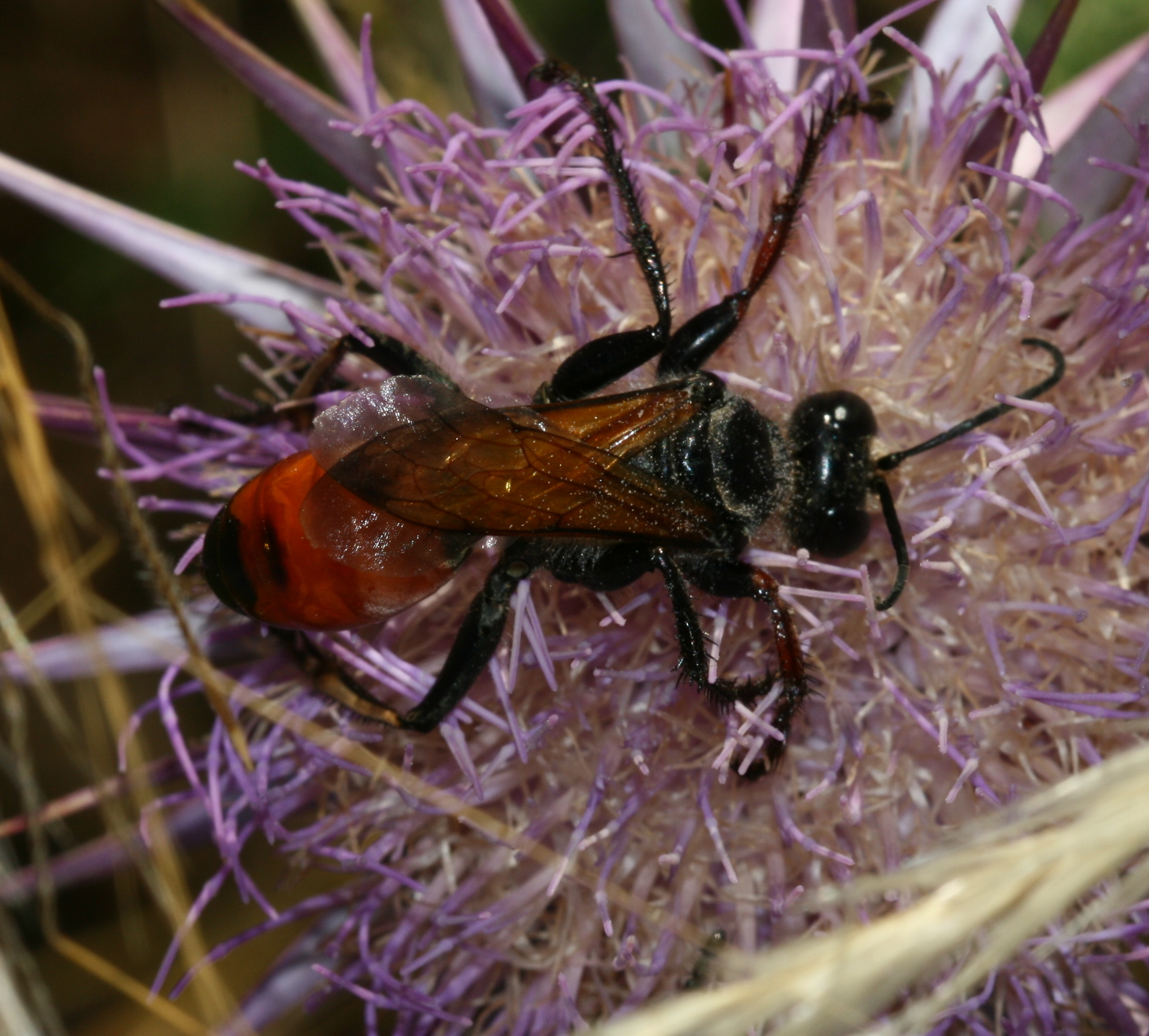
Sphex flavipennis
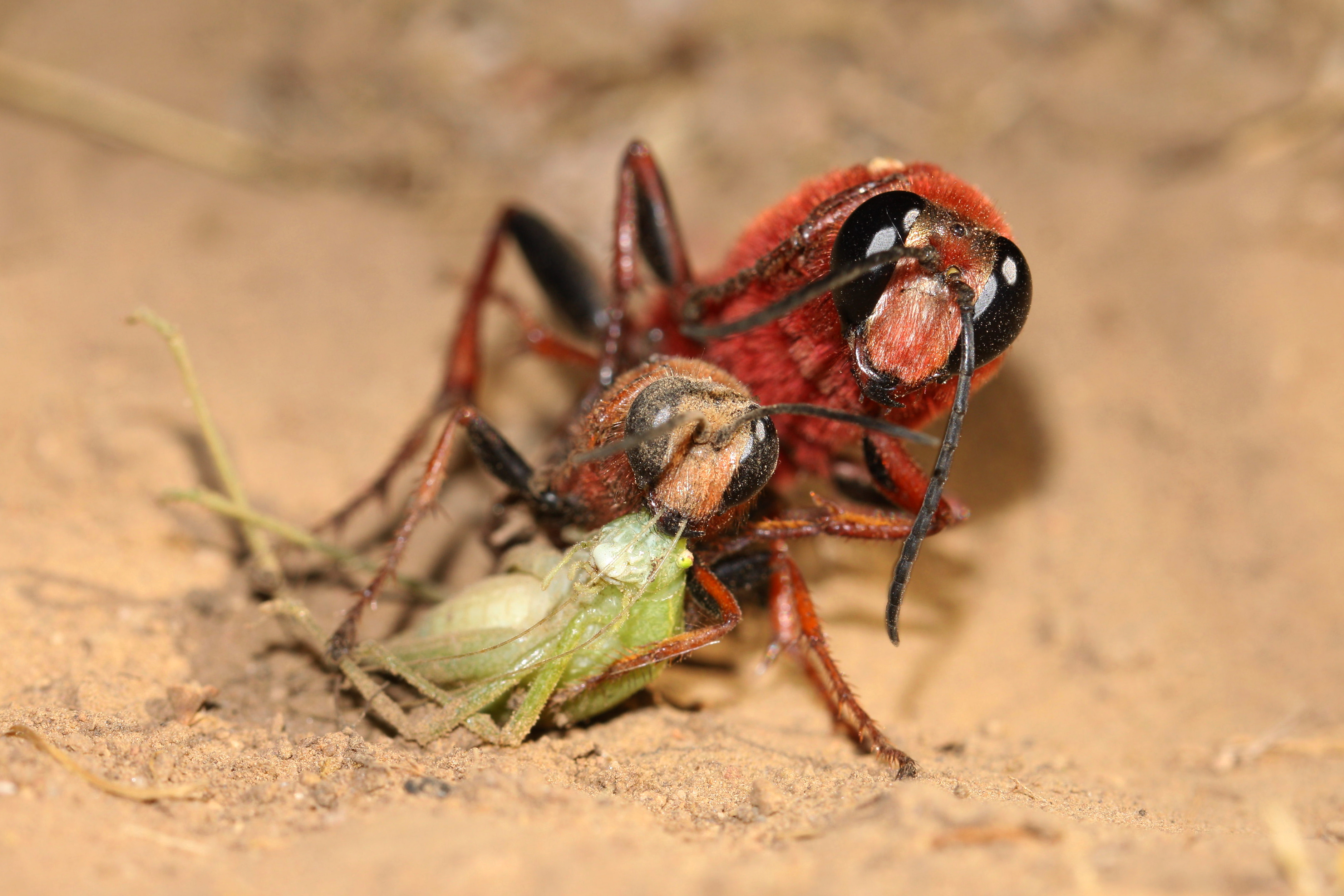
Accouplement de Sphex latreillei (Chili)
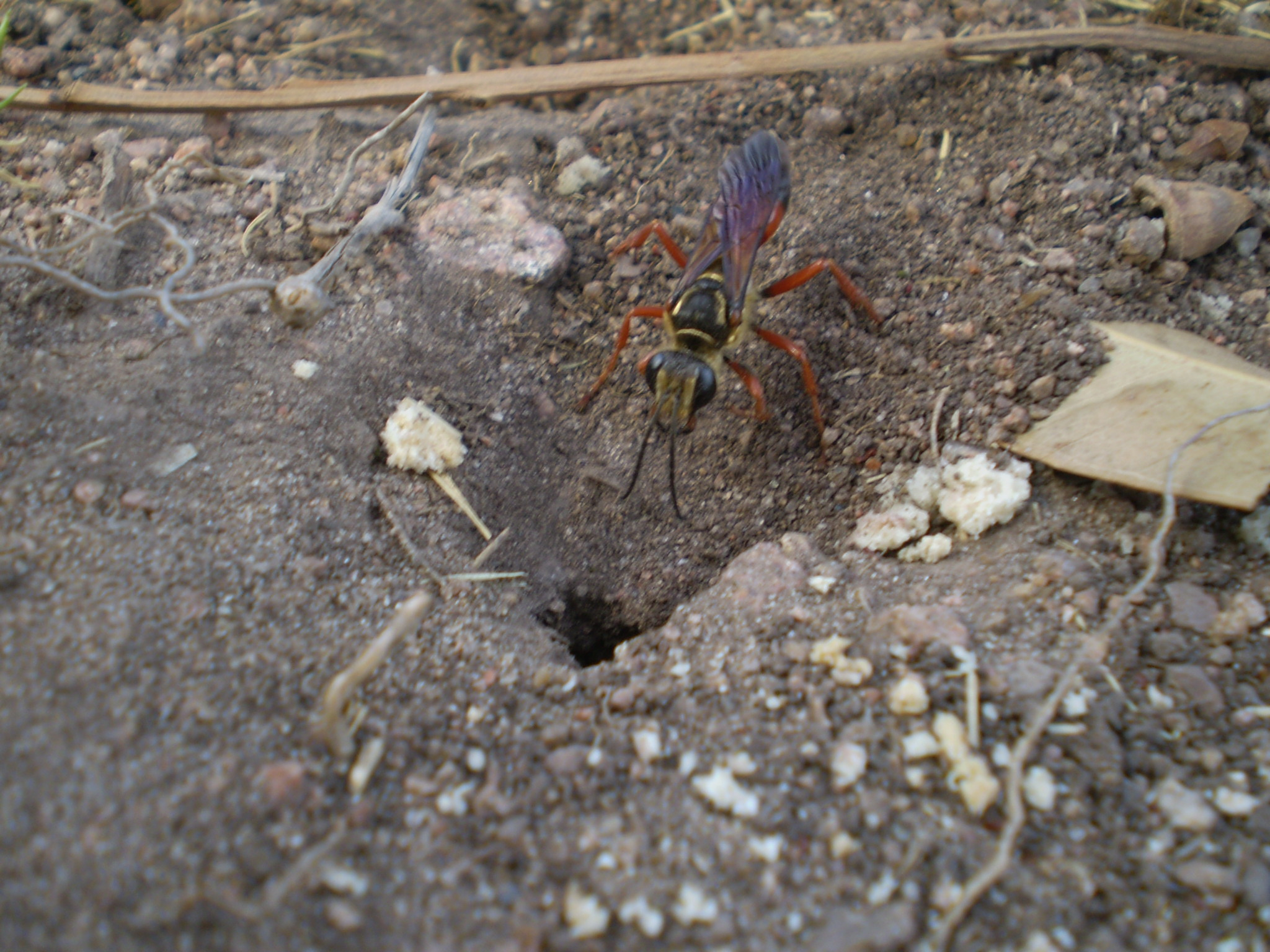
Entrée de nid d'un Sphex

## Liste complète des espèces

Sphex nudus (Amérique du Nord)

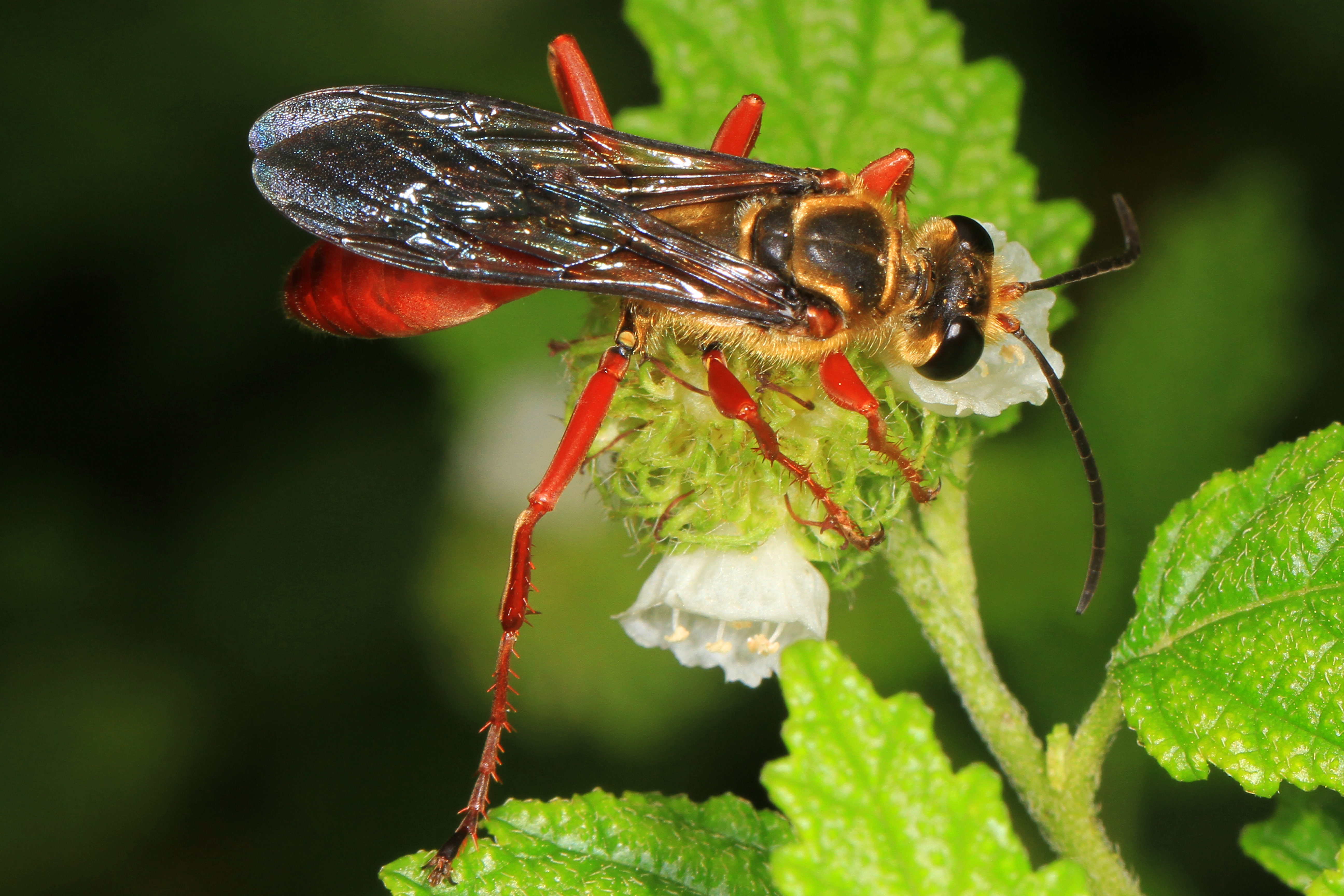
Sphex jamaicensis

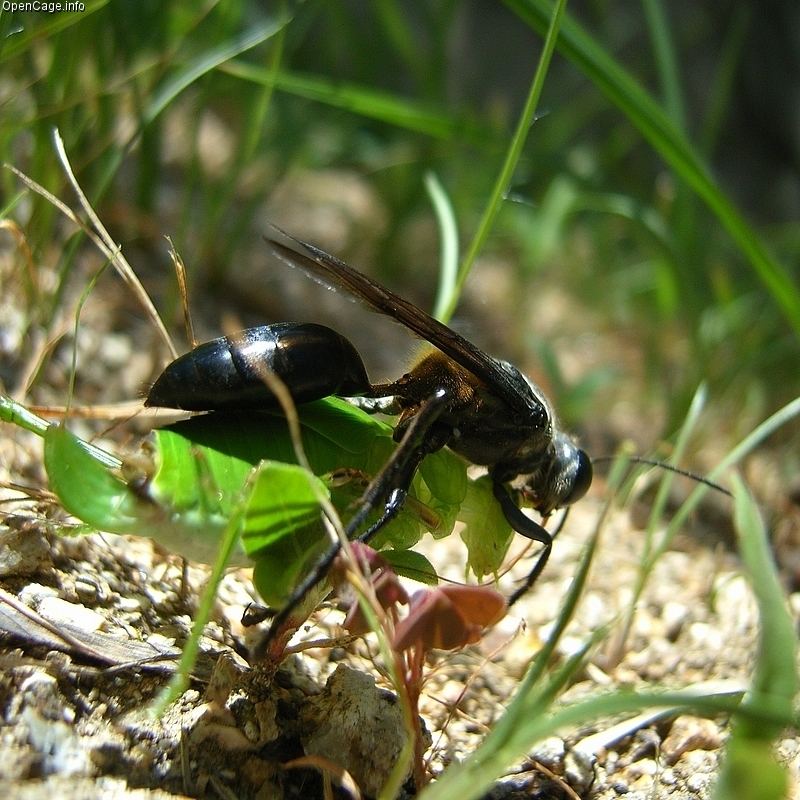
Sphex argentatus

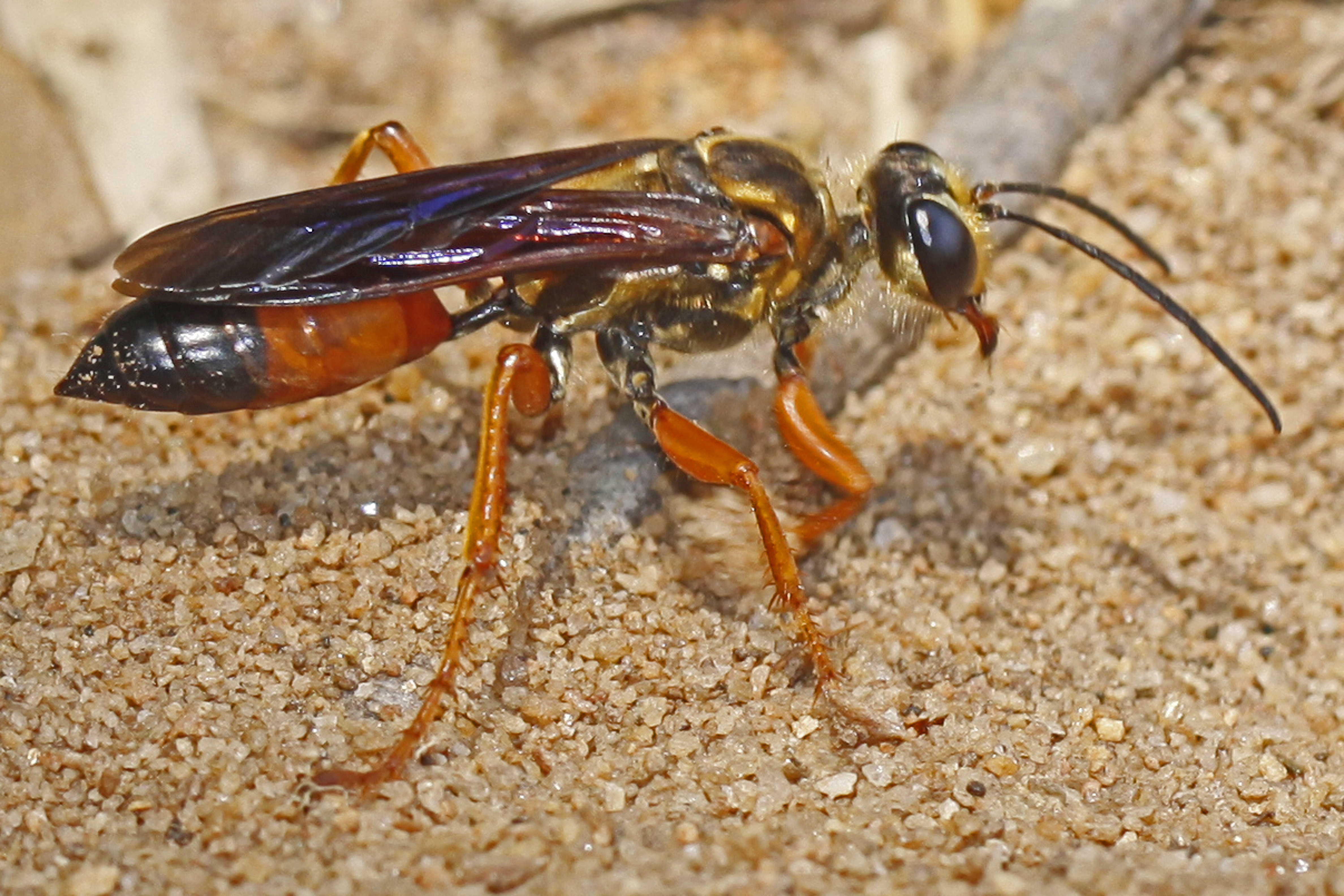
Sphex ichneumoneus

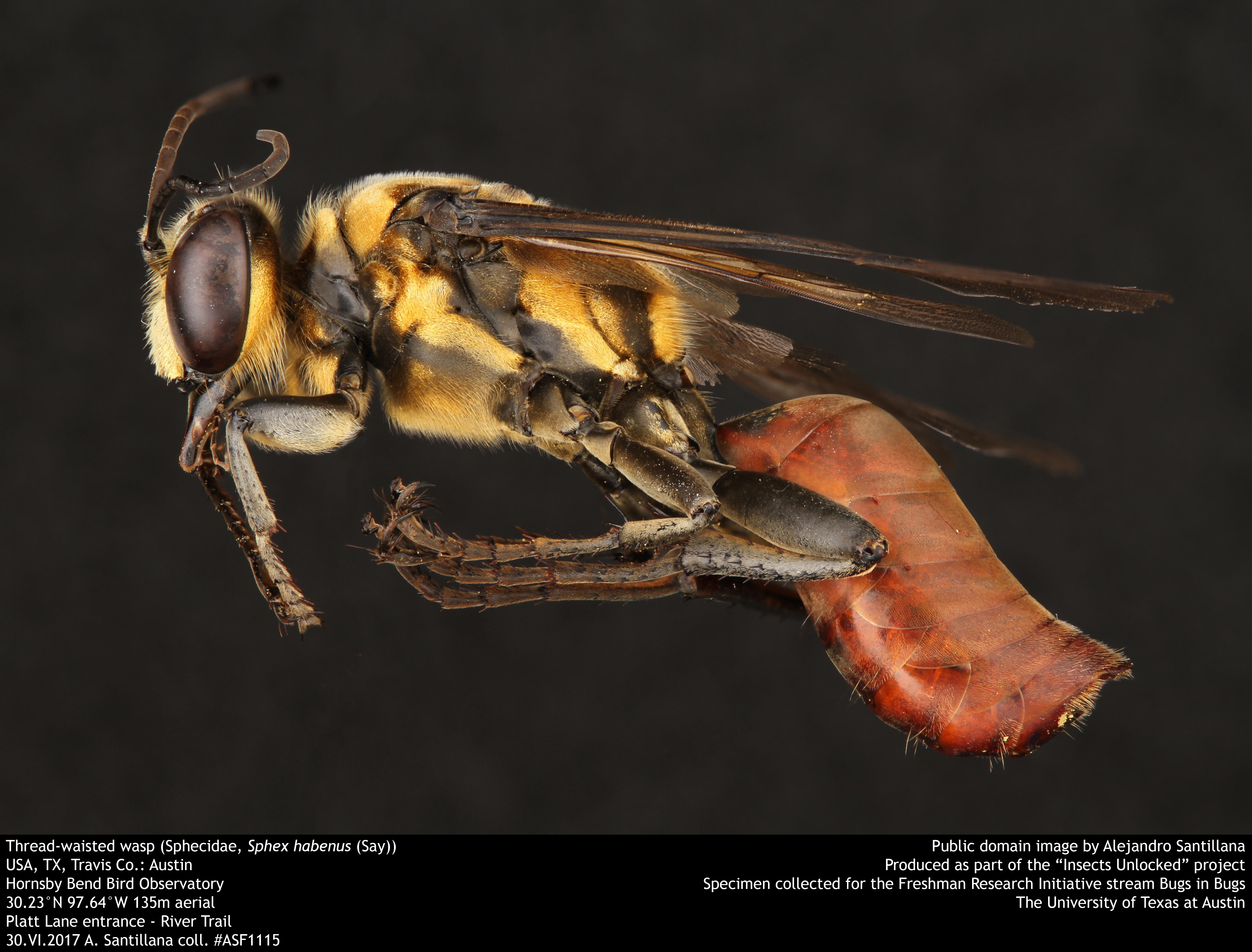
Sphex habenus (Arizona)

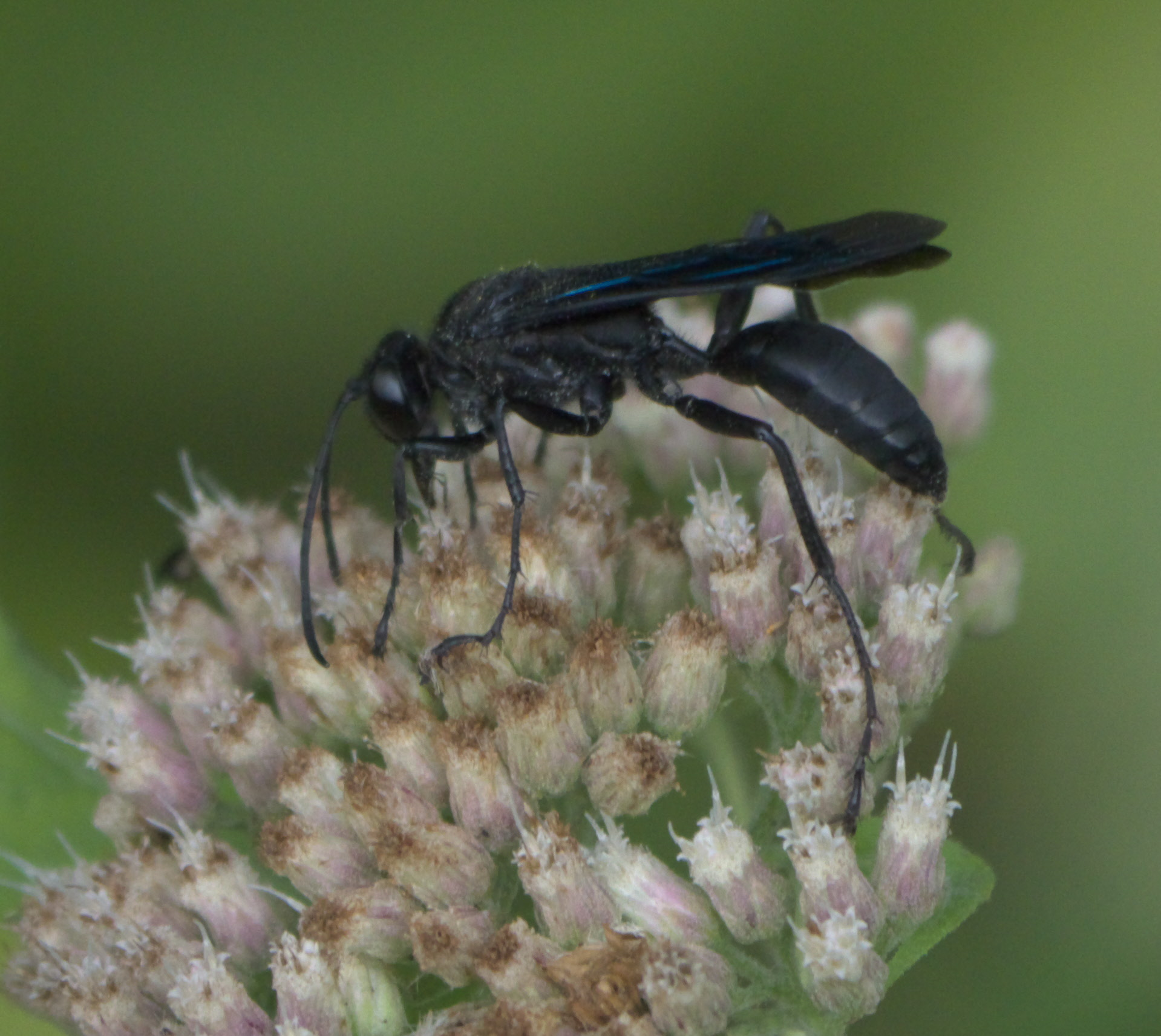
Sphex pensylvanicus (Oklahoma)

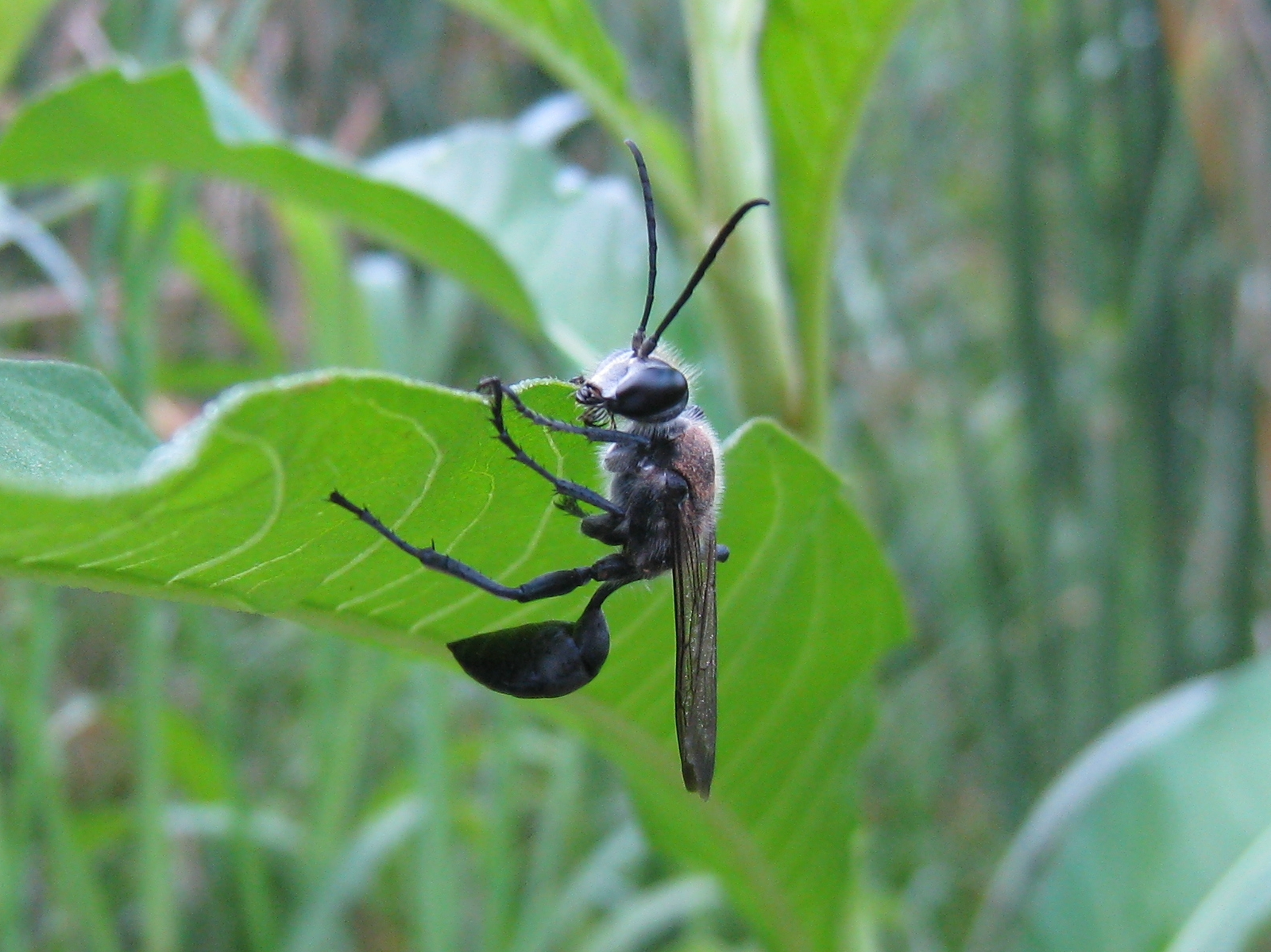
Sphex indéterminé (Australie)

Sauf exception, cette liste provient de ITIS
- Sphex abyssinicus (Arnold, 1928)
- Sphex ahasverus (Kohl, 1890)
- Sphex alacer (Kohl, 1895)
- Sphex antennatus (F. Smith, 1856)
- Sphex argentatus (Fabricius, 1787)
- Sphex argentinus (Taschenberg, 1869)
- Sphex ashmeadi (en) (Fernald, 1906)
- Sphex atropilosus (Kohl, 1885)
- Sphex basilicus (R. Turner, 1915)
- Sphex bilobatus (Kohl, 1895)
- Sphex bohemanni (Dahlbom, 1845)
- Sphex brachystomus (Kohl, 1890)
- Sphex brasilianus (de Saussure, 1867)
- Sphex caeruleanus (Drury, 1773)
- Sphex caliginosus (Erichson, 1849)
- Sphex camposi (Campos, 1922)
- Sphex carbonicolor (van der Vecht, 1973)
- Sphex castaneipes (Dahlbom, 1843)
- Sphex cinerascens (Dahlbom, 1843)
- Sphex cognatus (F. Smith, 1856)
- Sphex confrater (Kohl, 1890)
- Sphex cristi (Genaro in Genaro and Juarrero, 2000)
- Sphex cubensis (Fernald, 1906)
- Sphex darwinensis (R. Turner, 1912)
- Sphex decipiens (Kohl, 1895)
- Sphex decoratus (F. Smith, 1873)
- Sphex deplanatus (Kohl, 1895)
- Sphex diabolicus (F. Smith, 1858)
- Sphex dorsalis (en) (Lepeletier de Saint Fargeau, 1845)
- Sphex dorycus (Guérin-Méneville, 1838)
- Sphex ephippium (F. Smith, 1856)
- Sphex ermineus (Kohl, 1890)
- Sphex erythrinus (Guiglia, 1939)
- Sphex ferrugineipes (W. Fox, 1897)
- Sphex finschii (Kohl, 1890)
- Sphex flavipennis (Fabricius, 1793)
- Sphex flavovestitus (en) (F. Smith, 1856)
- Sphex formosellus (van der Vecht, 1957)
- Sphex fumicatus (Christ, 1791)
- Sphex fumipennis (F. Smith, 1856)
- Sphex funerarius (Gussakovskij, 1934)
- Sphex gaullei (Berland, 1927)
- Sphex gilberti (R. Turner, 1908)
- Sphex gisteli (Strand, 1916)
- Sphex guatemalensis (Cameron, 1888)
- Sphex habenus (en) (Say, 1832)
- Sphex haemorrhoidalis (Fabricius, 1781)
- Sphex hirtipes (Fabricius, 1793)
- Sphex ichneumoneus (Linnaeus, 1758)
- Sphex incomptus (Gerstaecker, 1871)
- Sphex ingens (F. Smith, 1856)
- Sphex inusitatus (Yasumatsu, 1935)
- Sphex jamaicensis (en) (Drury, 1773)
- Sphex jansei (Cameron, 1910)
- Sphex kolthoffi (Gussakovskij, 1938)
- Sphex lanatus (Mocsáry, 1883)
- Sphex latreillei (Lepeletier de Saint Fargeau, 1831)
- Sphex latro (Erichson, 1849)
- Sphex leuconotus (Brullé, 1833)
- Sphex libycus (de Beaumont, 1956)
- Sphex lucae (en) (de Saussure, 1867)
- Sphex luctuosus (F. Smith, 1856)
- Sphex madasummae (van der Vecht, 1973)
- Sphex malagassus (de Saussure, 1890)
- Sphex mandibularis (Cresson, 1869)
- Sphex maximiliani (Kohl, 1890)
- Sphex melanocnemis (Kohl, 1885)
- Sphex melanopus (Dahlbom, 1843)
- Sphex melas (Gussakovskij, 1930)
- Sphex mendozanus (Brèthes, 1909)
- Sphex mimulus (R. Turner, 1910)
- Sphex mochii (Giordani Soika, 1942)
- Sphex modestus (F. Smith, 1856)
- Sphex muticus (Kohl, 1885)
- Sphex neavei (Arnold, 1928)
- Sphex neoumbrosus (Jha and Farooqui, 1996)
- Sphex nigrohirtus (Kohl, 1895)
- Sphex nitidiventris (Spinola, 1851)
- Sphex nudus (en) (Fernald, 1903)
- Sphex observabilis (R. Turner, 1918)
- Sphex opacus (Dahlbom, 1845)
- Sphex optimus (F. Smith, 1856)
- Sphex oxianus (Gussakovskij, 1928)
- Sphex paulinierii (Guérin-Méneville, 1843)
- Sphex pensylvanicus (Linnaeus, 1763)
- Sphex permagnus (Willink, 1951)
- Sphex peruanus (Kohl, 1890)
- Sphex praedator (F. Smith, 1858)
- Sphex prosper (Kohl, 1890)
- Sphex pruinosus (Germar, 1817)
- Sphex resinipes (Fernald, 1906)
- Sphex resplendens (Kohl, 1885)
- Sphex rex (Hensen, 1991)
- Sphex rhodosoma (R. Turner, 1915)
- Sphex rufinervis (Pérez, 1985)
- Sphex rufiscutis (R. Turner, 1918)
- Sphex rugifer (Kohl, 1890)
- Sphex satanas (Kohl, 1898)
- Sphex schoutedeni (Kohl, 1913)
- Sphex schrottkyi (Bertoni, 1918)
- Sphex semifossulatus (van der Vecht, 1973)
- Sphex sericeus (Fabricius, 1804)
- Sphex servillei (Lepeletier de Saint Fargeau, 1845)
- Sphex solomon (Hensen, 1991)
- Sphex stadelmanni (Kohl, 1895)
- Sphex staudingeri (Gribodo, 1894)
- Sphex subhyalinus (W. Fox, 1899)
- Sphex subtruncatus (Dahlbom, 1843)
- Sphex tanoi (Tsuneki, 1974)
- Sphex taschenbergi (Magretti, 1884)
- Sphex tepanecus (en) (de Saussure, 1867)
- Sphex texanus (en) (Cresson, 1873)
- Sphex tinctipennis (Cameron, 1888)
- Sphex tomentosus (Fabricius, 1787)
- Sphex torridus (F. Smith, 1873)
- Sphex vestitus (F. Smith, 1856)
- Sphex walshae (Hensen, 1991)
- Sphex wilsoni (Hensen, 1991)